# Ejnar Zangenberg
Ejnar Zangenberg, född 22 december 1882 i Köpenhamn, död 24 oktober 1918 i Wien, var en dansk skådespelare och regissör. Han var verksam i Tyskland från 1914.
Zangenberg var son till skådespelaren Christian Zangenberg (1853–1914). Efter att ha gått elevskolan spelade han i några säsonger på olika Köpenhamnsteatrar innan han 1910 filmdebuterade för Nordisk Film. Han var den första danska skådespelaren som kunde flyga en flygmaskin, och blev därför dansk films förste "våghals", särskilt som han dessutom red, simmade och körde bil. Han hade flygarroller i En lektion (1911), Den store Flyver (1912) och En Opfinders Skæbne (1912) innan han blev direktör och konstnärlig ledare vid Dansk Kinograf-Film, där han både regisserade och själv spelade huvudroller. 1914 gjorde han sin första film i Tyskland, och 1915 bosatte han sig i landet och anställdes av Flora Films.
Zangenberg dog i spanska sjukan vid blott 35 års ålder. Han var gift med skådespelerskan Alfi Zangenberg och far till skådespelerskan Lillian Zangenberg.

## Filmografi (urval)
- 1910 – Kosackfursten
- 1911 – Ett drama i luften eller Aviatiern och journalistens hustru
- 1911 – Den svarte doktorn
- 1911 – En Lektion
- 1912 – Den store Flyver
- 1912 – En Opfinders Skæbne